# NGC 916
NGC 916 je spirální galaxie v souhvězdí Berana. Její zdánlivá jasnost je 15,3m a úhlová velikost 0,9′ × 0,3′. Je vzdálená 434 milionů světelných let, průměr má 115 000 světelných let. Galaxii objevil 5. září 1864 Albert Marth.

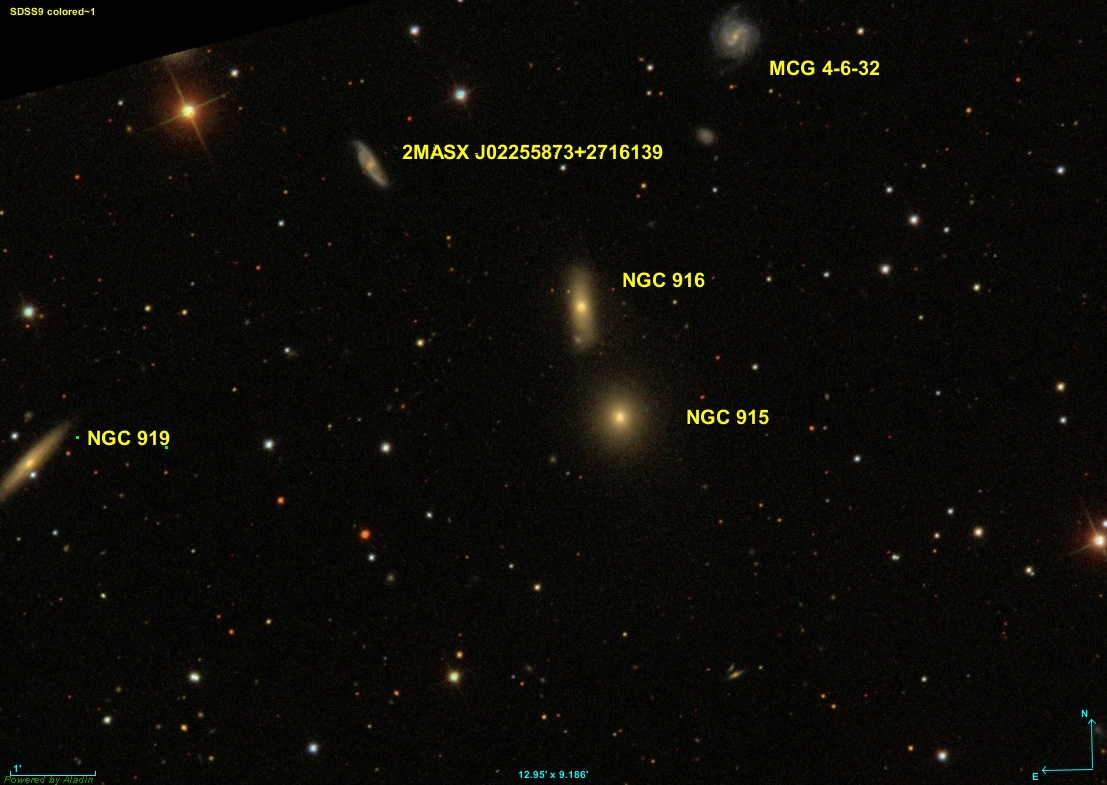
NGC 915 s okolními galaxiemi